# Бат-Галім
32°50′02″ пн. ш. 34°58′54″ сх. д. / 32.83391111° пн. ш. 34.98171389° сх. д.
Бат-Галім (івр. בת גלים) — район в західній Хайфі. Його унікальність в тому, що це єдиний район в Хайфі і один з небагатьох в Ізраїлі, чиї будинки примикають до пляжу.[джерело?]
Район є одним з найстаріших кварталів єврейської Хайфи. Він був спроектований архітектором Ріхардом Кауфманом в 1921 році відповідно до принципів Місто-сад, а його перші будинки відносяться до початку 1920-х років — часів Третьої алії. Район сильно розвинувся за часів П'ятої алії, в 1930-х роках, і до цього дня в його старій частині переважає невисока забудова, багато будинків якою оточені фруктовими деревами. У 2011 році населення мікрорайону становило 4857 осіб.

## Галерея
|                                           |
| Колишній Центральний Автовокзал Бат-Галім |

|                         |
| Медичний центр «Рамбам» |

|                                      |
| Залізничний вокзал Хайфа — Бат-Галім |

|                               |
| Нижня станція Канатної дороги |

|                |
| Пляж Бат-Галім |

|                                                       |
| Офісна будівля та автодилери, вид з району Бат-Галім. |